# Sune Andersson
Sune Andersson (22 de fevereiro de 1921 –29 de abril de 2002) foi um futebolista e treinador sueco. Ele competiu na Copa do Mundo FIFA de 1950, sediada no Brasil, na qual a seleção de seu país terminou na terceira colocação.

## Carreira
Sune Andersson fez parte da geração de medalha de ouro sueca de Londres 1948. 

## Ligaçoes Externas
- Perfil na Sports Reference